# 桂川新平
桂川 新平（かつらがわ しんぺい）は、日本の名古屋生まれのプロマジシャンで、カードマジックを専門とするカーディシャン。クラシック音楽とカードマジックの融合をテーマとしたマジックを得意とする。
名古屋市昭和区にあるプライベートマジックサロン「LA CAMPANELLA」のオーナー。
3年に1度開催される、「マジック界のオリンピック」とも称されるFISMの公式審査員の一人。

## 出演履歴
出典は「LA CAMPANELLA」公式ウェブサイト。
- The Magic Castle (USA, Hollywood, 2012年,2013年,2014年)
- F.F.F.F (USA, Batavia, 2014年,2015年,2016年)
- China Magic Show Tour 世界今台魔术大师巡演 (中国，30 Cities, 2016年)
- JORNADAS DE LA CARTOMAGIA ( Spain, Madrid, 2016年)
- MAGIALDIA (Spain, Vitoria, 2016年)
- VII FESTIVAL INTERNACIONAL DE MAGIA DE MADRID —(Spain, Madrid, 2017年)
- Festival de Magia Toledo Ilusión 2018 (Spain, Toledo, 2017年)
- Tokyo Magic Carnival (日本, 東京)
- The XVIII Annual Open All-Russian Championship of Magic (Russia, Moscow, 2018年)
- Hocus Pocus Festival XVII Festival International Magico De Granada (Spain, Granada, 2018年)
- China Magic Show Tour 世界今台魔术大师巡演 (中国，7 Cities, 2019年)
- Latin America Tour (Brazil, Argentina, Uruguay, Peru, Colombia, 2019年)

## 審査員
出典は「LA CAMPANELLA」公式ウェブサイト。
- S.A.M.Convention 2013(クロースアップ部門審査員)(USA, Washington, D.C., 2013年)
- FISM 2018 World Championships of Magic (クロースアップ部門審査員) (Korea, Busan, 2018年)
- FISM 2022 World Championships of Magic (クロースアップ部門審査員) (Canada, Quebec City, 2022年)

## メディア出演
- 神業革命！スーパー４Kマジック～新時代の超絶ミステリーを見抜けるか！～(2018年12月16日,BS朝日)[3]
- 世界マジック紀行ＩＮスペイン(2024年3月22日,NHKBS４K）